# Про Фемина (часопис)
Про Фемина је српски и југословенски часопис за књижевност и културу и представља један од првих часописа о феминизму у Југославији.

## О часопису
Про Фемина је часопис који је основала издавачка кућа B92 у Београду 1994. године. Први број излази 1995. године, а престаје са издавањем 2011. године. Главна и одговорна уредница је списатељица Светлана Слапшак, а уз њу су радиле и песникиња Радмила Лазић, заменица уреднице Дубравка Ђурић и критичар и преводилац Љиљана Ђурђић.

## Историјат
Про Фемина је основана 1994. године, а први број је објављен између 1994. и 1995. године. Про Фемина је међу првим штампаним часописима о феминизму након скоро пола века изостанка овог типа периодике и представља једног од покретача феминистичке јавности. Међуратни перод био је веома продуктиван кад је реч о феминистичким часописима. Светлана Слапшак главна уредница, била је један од главних покретача за оснивање Про Фемине. Сам назив часописа предложила је Љиљана Ђурђић. Међутим, тај назив у почетку није био прихваћен од стране осталих уредница па су се извесно време нудили различити предлози. На крају је часопис ипак задржао свој назив који је имао до престанка излажења.
Идеја за настајање часопса за женску књижевност настала је у стану Радмиле Лазић где су се сатајале и дружиле (лета 1994), Радмила Лазић, Љиљана Ђурђић и Марија Кнежевић. Идеју за име  дала је часописа дала је Љиљана Ђурђић по песми америчке песникиње Каролин Кајзер. Касније се придружила Дубравка Ђурић. Логистику за оснивање цасописа урадила је Радмила Лазић, према њеном предлог позвана је Светлана Слапшак (које је живела у Словенији) да им се придружи и постане главна уредница.

### Развој феминистичких часописа
Након појављивања Про Фемине излазе бројни часописи који су се бавили овим темама, као на пример: Женски покрет, Жена и свет, Жена данас.
Ови часописи представљају илустрације феминистичких идеја и начина деловања и њихова перспектива се кретала од грађанског феминизма до радикалнијег и револуционарнијег феминизма. То представља платформу комунизма и феминизма уопштено која је рецимо постојала у Жени данас. После Другог светског рата, феминистички часописи се не оснивају јер се сматрало да је питање женских права решено класним питањем и положајем у друштву и самим тим нема потребе за пропагирањем феминизма у оквиру периодике. Про Фемина представља једну од значајних периодика јер првим изласком започиње оснивање часописа као што су Феминистичке свеске и Женске студије (касније Генеро), док у Загребу Аида Багић оснива женски часопис Крух и руже. Након публиковања периодике о феминизму, Југославија добија низ квалитетних часописа о феминизму.